# Zəngənə
Zəngənə è un comune dell'Azerbaigian situato nel distretto di Sabirabad. Conta una popolazione di 2 379 abitanti.